# Johan Uddfolk
Johan Uddfolk (* 13. September 1980) ist ein finnischer Badmintonspieler. 

## Karriere
Johan Uddfolk wurde 1997 und 1998 finnischer Juniorenmeister. Bei den Lithuanian International 2000 belegte er Rang zwei, 2001 und 2002 jeweils Rang eins. Bei den Scottish Open 2002 und den Czech International 2002 wurde er Dritter, bei den Estonian International 2001 Zweiter.